# Urutau
Os urutaus são um grupo de aves noturnas restritas aos Neotrópicos da América do Sul, que pertencem ao gênero Nyctibius, da família Nyctibiidae e ordem Nyctibiiformes. Também são chamados de mãe-da-lua e emenda-toco. Conhece-se um fóssil de Nyctibius griseus do Pleistoceno de Lapa da Escrivaninha, Lagoa Santa, Minas Gerais.
Os urutaus são aves de hábitos noturnos. A alimentação dessas espécies é constituída basicamente de insetos que apanham em pleno voo, porém podem se alimentar também de outros animais de pequeno porte, como morcegos, lagartos e pequenos pássaros.
São aves que utilizam muito bem de suas plumagens para se camuflarem. Normalmente se passam por um pedaço de madeira, um galho de árvore ou mesmo troncos ou em pé. Costumam ficar estáticos, não se assustando facilmente. Alcança até 37 cm fora a cauda.

## Crenças populares
O urutau-comum é tido como nobre pelos moradores rurais por simbolizar força e pela forma como se protege dos perigos e dos predadores. A ave, por sua vocalização bizarra ou melancólica, figura entre várias lendas. Segundo os sertanejos, o urutau aparece na hora em que a lua nasce e seu canto triste se assemelha a “foi, foi, foi...”. Uma lenda diz que o pássaro seria uma mulher que perdera seu amor. Por isto, ele teria o nome de pássaro-fantasma. Outros dizem que o canto da ave é um mal presságio ou aviso da morte de algum familiar.

## Origem do nome
O nome vem do tupi uruta'gwi "ave da família dos nictibiídeos, coruja", também adaptado ao português como jurutau, aratau e urutago.

## Espécies
- Nyctibius griseus (Gmelin, 1789) - urutau-comum
- Nyctibius grandis (Gmelin, 1789) - Urutau-grande
- Nyctibius aetherus (Wied-Neuwied, 1820) - urutau-pardo
- Nyctibius leucopterus (Wied-Neuwied, 1821) - urutau-de-asa-branca
- Nyctibius bracteatus (Gould, 1846) - urutau-ferrugem
- Nyctibius maculosus (Ridgway, 1912) - urutau-dos-andes
- Nyctibius jamaicensis (Gmelin, 1789) - urutau-jamaicano